# Huls (plaats)
Huls (Limburgs: De Huls) is een gehucht behorende tot de gemeente Simpelveld, in het zuiden van de Nederlandse provincie Limburg.

## Ligging
Het gehucht ligt boven op een heuvel gezien vanuit het dorp Simpelveld die de Huls wordt genoemd en onderdeel is van het Plateau van Ubachsberg. In de volksmond zegt men daardoor meestal "op de Huls" (óppen Huls) als men "in Huls" bedoelt. Ten noordoosten van Huls ligt de Keverberg met daarop de Groeve De Keverberg en Hoeve Keverberg. Ten noordwesten van Huls begint het Droogdal de Dael in te snijden in het plateau. 
Westelijk van het plaatsje ligt de Vrouweheide, een heuvel waarvan men vroeger dacht dat dit het hoogste punt van Nederland was doordat het werkelijke hoogste punt, de Vaalserberg, vanaf de heuveltop lager lijkt te liggen. Dat komt doordat de Hoge Venen op de achtergrond op gelijke hoogte lijken te liggen. 
Een miljoen jaar geleden stroomde de Maas nog door Simpelveld. Gedurende de overstroming van deze rivier waren de Huls en de Vrouweheide nog als eilanden zichtbaar.

## Bebouwing

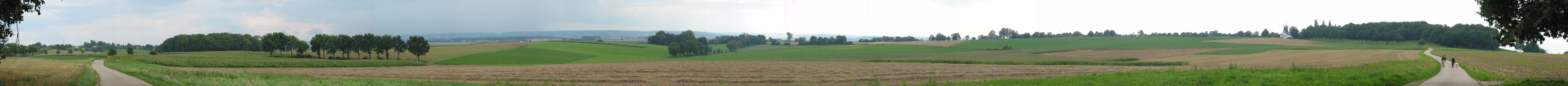
Panoramauitzicht tussen Huls en Vrouweheide

Tegen de helling is een woonwijk gebouwd die genoemd is naar het gehucht, het Hulsveld. Vanuit Simpelveld slingeren twee wegen tegen de helling op naar de Huls; zij hebben een maximaal stijgingspercentage van 11%. Bovenaan de klim komen de twee wegen samen en vanaf hier begint de Huls.
In het gehucht wonen circa 600 inwoners. De bebouwing bestaat uit één weg met enkele zijstraatjes waarvan de meeste doodlopen of naar het buitengebied leiden. 
In 1955 is wegens de grote groei van Simpelveld in Huls een kleine hulpkerk gebouwd voor de parochie van Simpelveld, de Jozef Arbeiderkerk. Deze zaalkerk was geheel opgetrokken uit baksteen. Het was het hoogst gelegen kerkgebouw van Nederland (ongeveer 216 meter). In februari 2018 is deze kerk gesloopt.

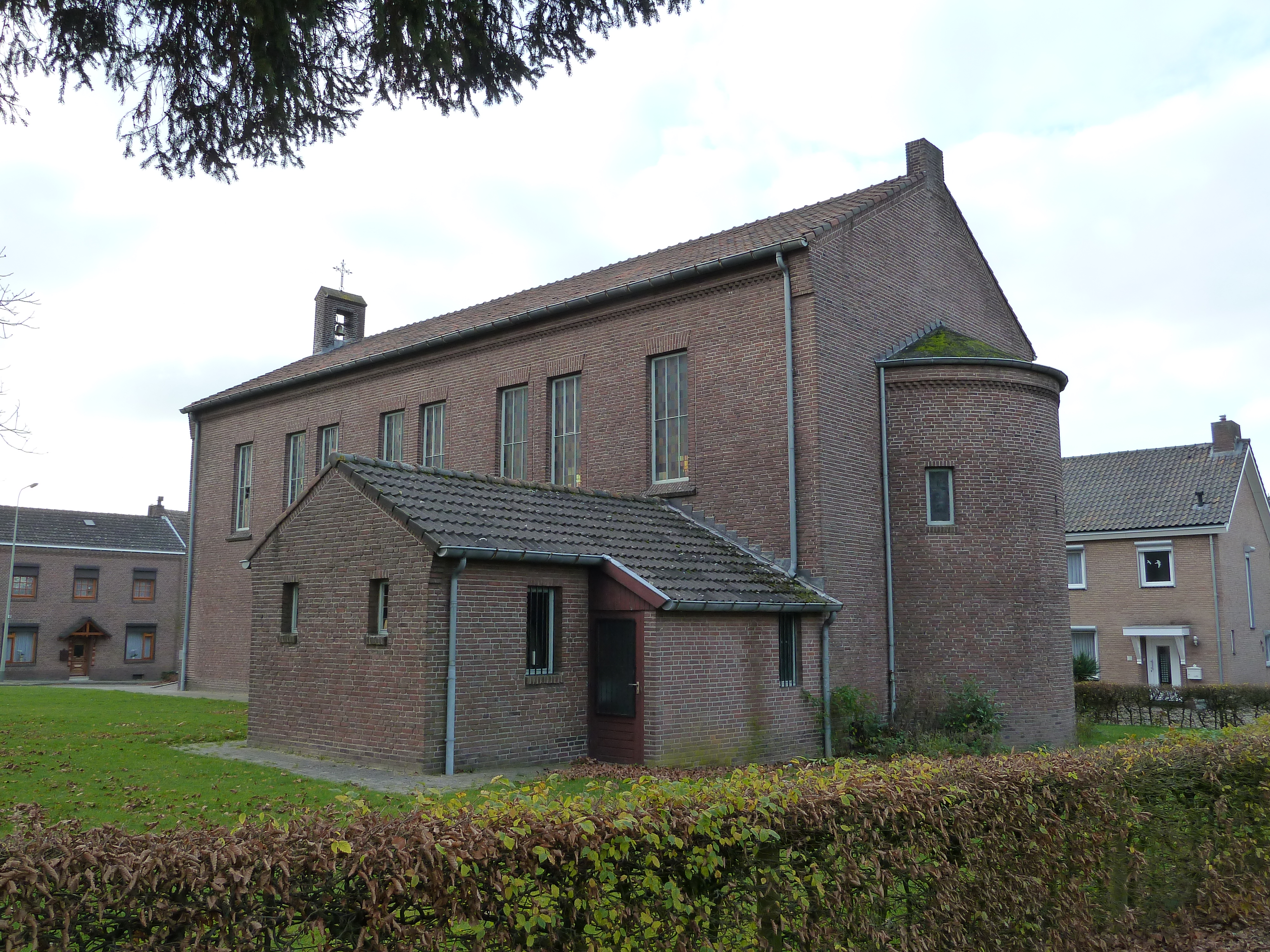
Voormalige Jozef Arbeiderkerk
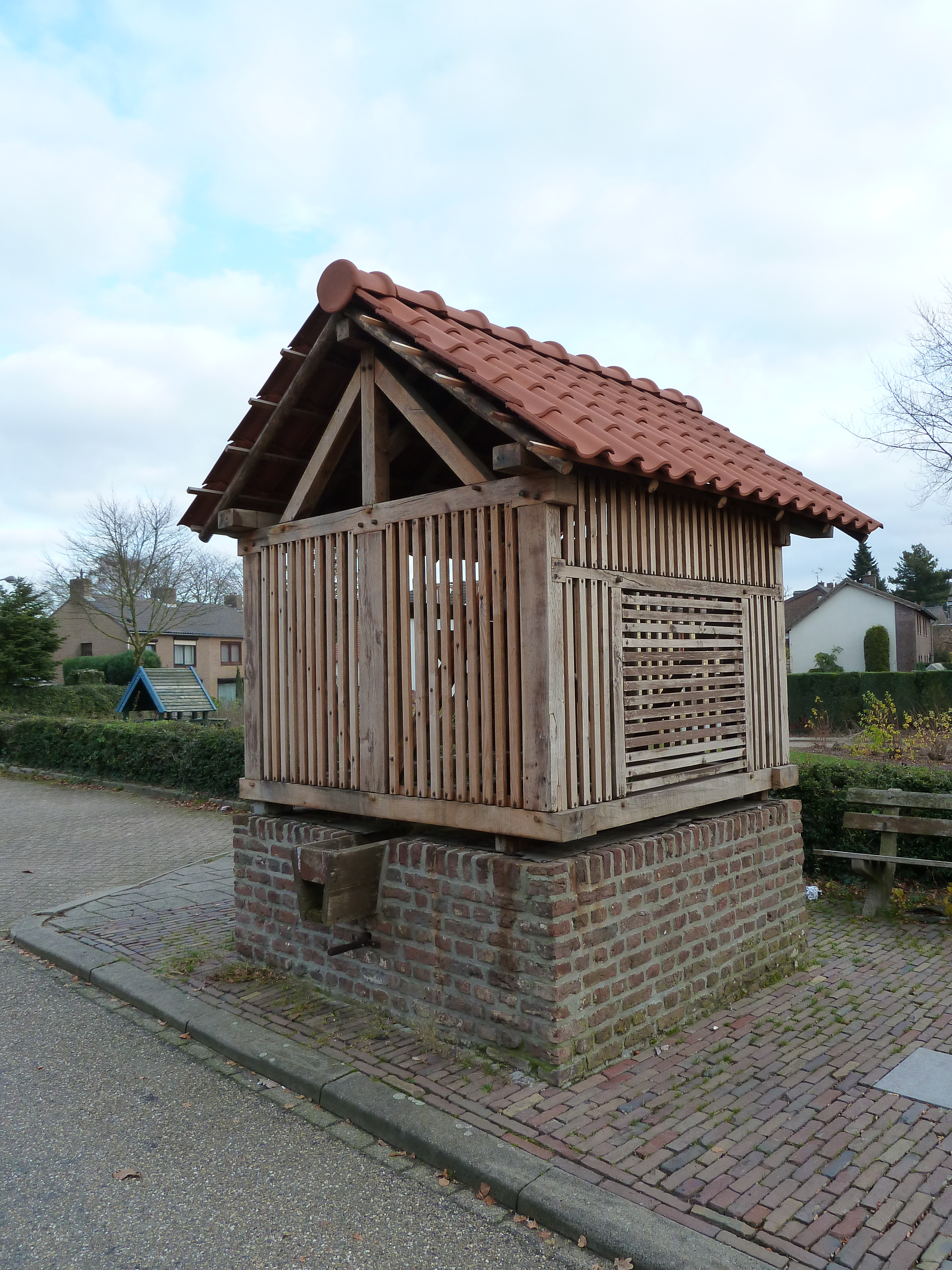
Zwingelput

Dorpen: Bocholtz · Simpelveld

Gehuchten en buurtschappen: Baaks/Sweijer · Baneheide · Bocholtzerheide · Bosschenhuizen · Broek · Bulkemsbroek · Huls · In de Gaas · Molsberg · Prickart · Rodeput · Vlengendaal · Waalbroek · Zandberg

Limburg: Steden en dorpen      Nederland: Provincies · Gemeenten